# ایکس‌تری
XTree نرم‌افزار مدیریتی فایلی است که در اصل برای سیستم‌عامل ام‌اس‌داس نوشته شده‌بود. این برنامه در سال ۱۹۸۵ توزیع شد و محبوبیت بسیار زیادی کسب کرد. برنامه از رابط کارکتری استفاده می‌کند که بسیاری از المان‌های آن شبیه رابط گرافیکی‌اند.